# Pont d'Incheon
Le pont d’Incheon (hangeul : 인천대교 ; RR : Incheon-daegyo), également appelé grand pont d’Incheon, est un pont à haubans autoroutier situé en Corée du Sud. Il est le deuxième lien entre l'île Yeongjong et la ville continentale d'Incheon. Le pont, d’une longueur de 12,5 kilomètres, franchit la principale route maritime menant au port d'Incheon. Ouvert le 19 octobre 2009, il est le plus long de Corée du Sud et possède la septième plus grande portée de pont à haubans du monde.

## Description
Le pont d’Incheon est constitué de deux pylônes de 238,5 mètres de hauteur et cinq travées, une travée centrale de 800 m flanquée de chaque côté par des travées de 260 m et 80 m.
En élévation, les pylônes présentent la forme de losanges et sont très proches de celles du pont de Replot en Finlande, d’une portée inférieure puisqu’elle n’est que de 250 m.
Des viaducs d’accès constitués d’une série de travées cantilever de 150 m de portée sont adjacents à la travée principale. Les travées d’extrémité, reliant l’ouvrage à la terre, ont 50 m de portée.
Le tablier comporte 2 × 3 voies. Une hauteur libre de 74 mètres est dégagée sous la travée principale et une passe navigable de 625 mètres est dégagée. La largeur du tablier est de 60 mètres.

## Coût et acteurs
Le pont coûterait plus d'un milliard d’euros (1 600 milliards de Wons). Le principal objectif de l’ouvrage est de fournir un accès direct entre Songdo et l'aéroport international d'Incheon, et réduire le temps de la traversée d’environ une heure. 
Le concessionnaire chargé de la construction et de l’exploitation de l’ouvrage est Incheon Bridge Corporation, financé par le secteur privé. Korea Expressway Corporation (KEC) et le Ministère coréen de la Terre, des transports et des affaires maritimes (MLTM) ont piloté le projet.
Le consultant études est une coentreprise, Seoyong & Chodai JV. 
Le titulaire du contrat de construction est la coentreprise Samsung Corporation JV, comprenant sept entreprises : Samsung Corp., Daelin Industrial Co. Ltd., Daewoo Engineering & Construction Co. Ltd., LG Engineering & Construction Co. Ltd., Hanjin Heavy Industries & Construction Co. Ltd., Kumho Industrial Co. Ltd., et Hanwha Engineering & Construction Co. Ltd.
La filiale de Bouygues spécialisés dans la pré-contrainte et le haubanage, VSL International, a participé à la construction du pont.

## Images du pont

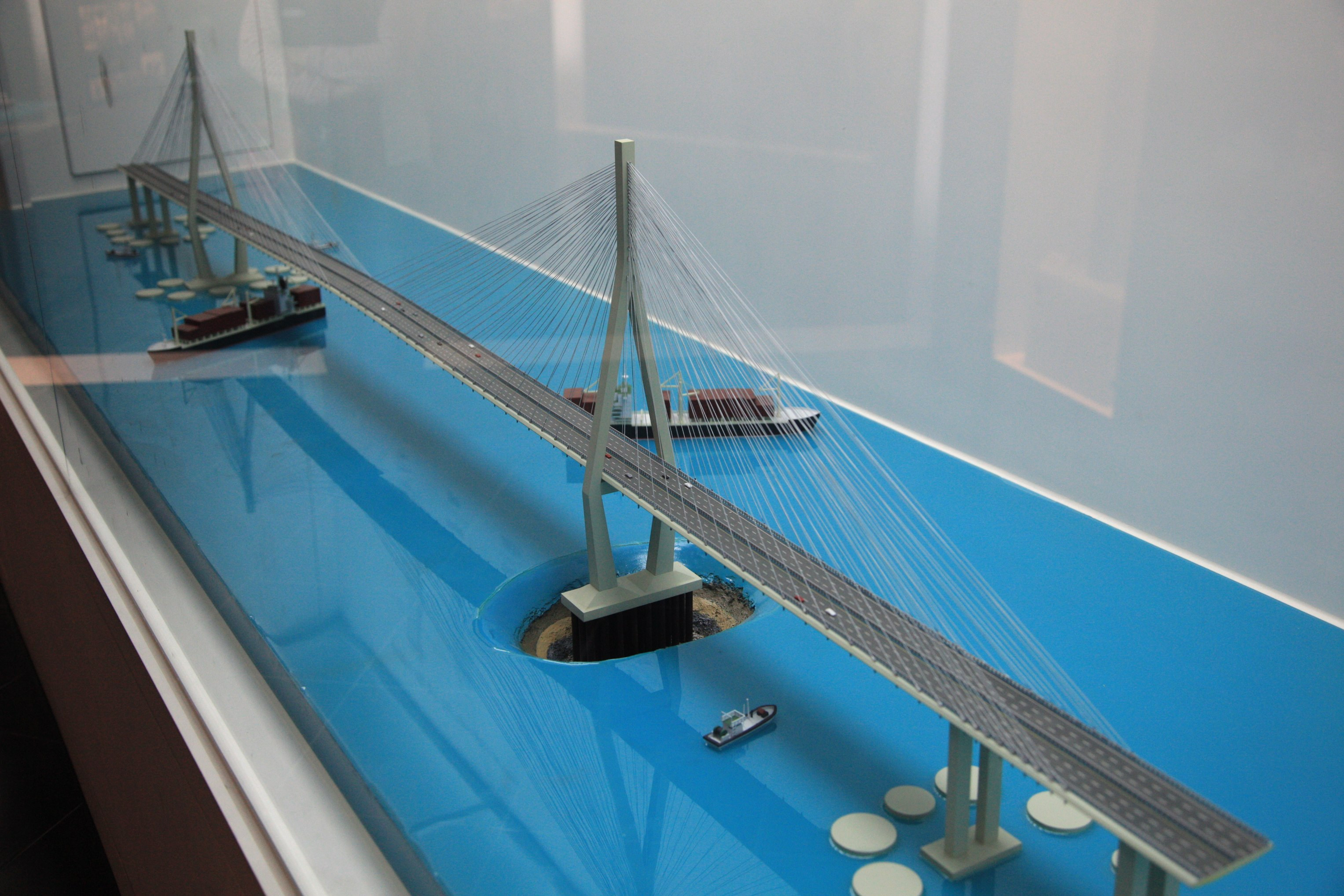
Maquette du pont d'Incheon
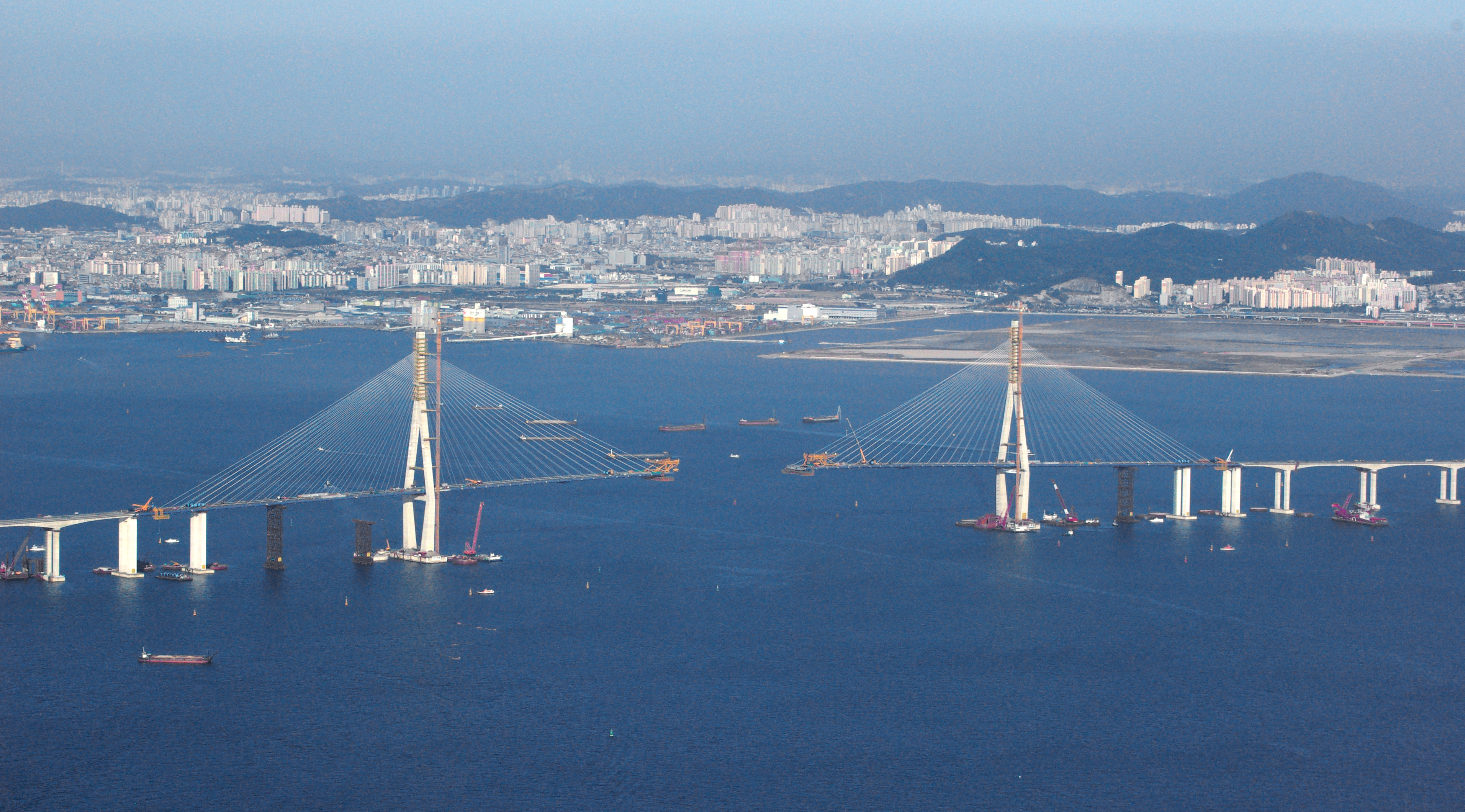
Le pont en construction
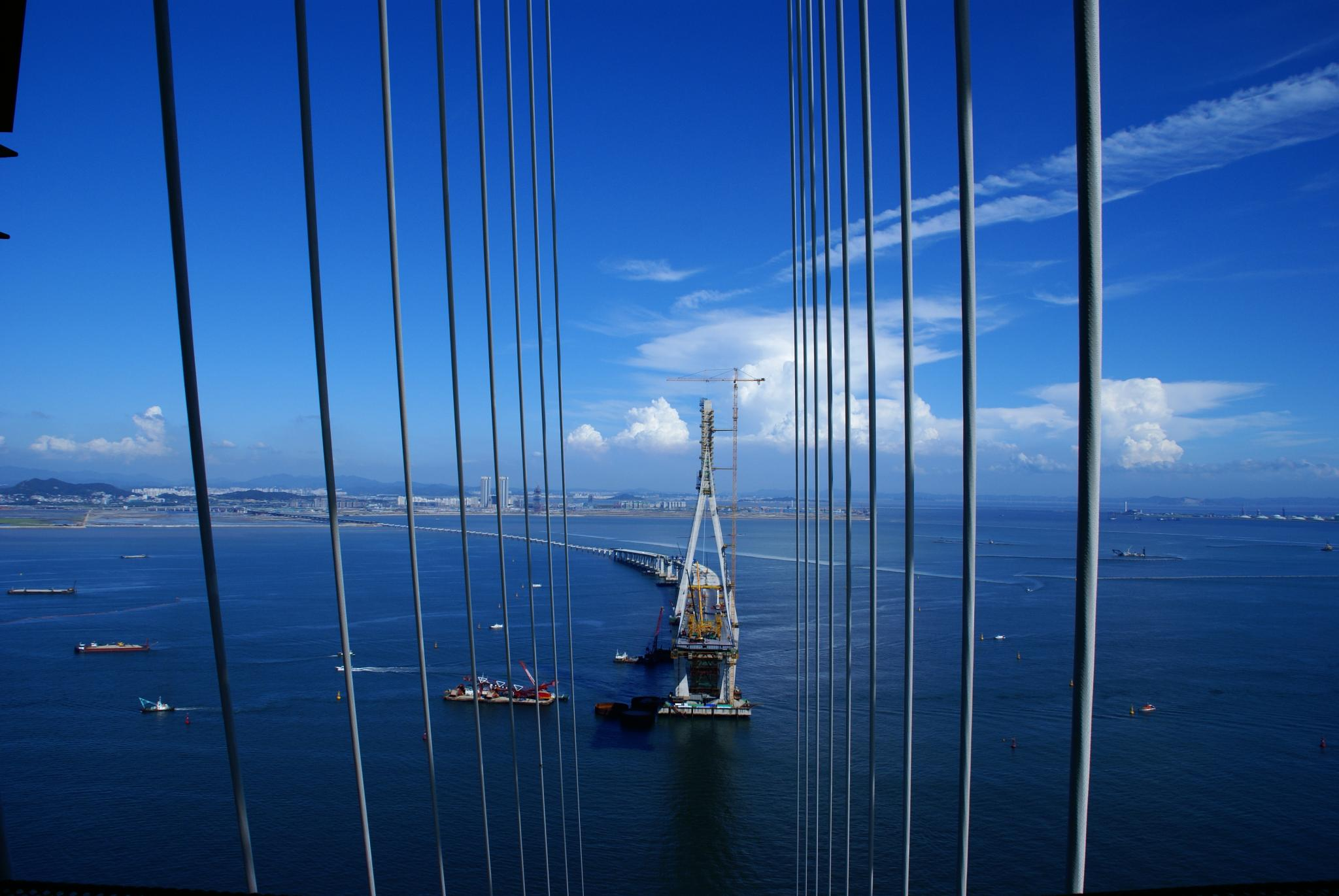
Le pont en construction
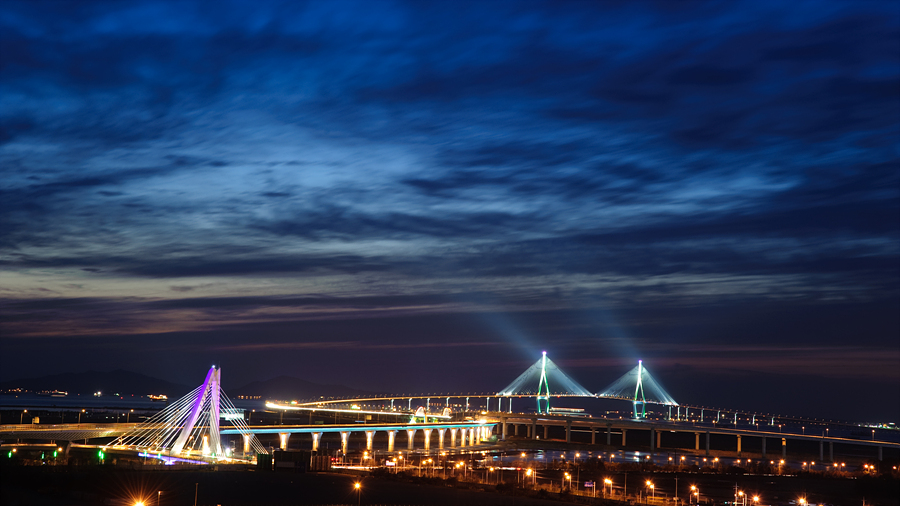
Vue de nuit du pont